# Gaby Bußmann
Gaby Bußmann (Haltern am See, 8 oktober 1959) is een atleet uit Duitsland.
Op de Olympische Zomerspelen van Los Angeles in 1984 kwam Bußmann voor West-Duitsland uit op de 400 meter. Met het West-Duitse estafett-team liep ze de 4x400 meter, waarop ze een bronzen medaille behaalde.
In 1990 onthulde Bußmann dat ze betrokken was bij systematisch dopinggebruik.
- Bibliothèque nationale de France: cb13617331m (data)
- Gemeinsame Normdatei: 112977448
- World Athletics: 14344072
- International Standard Name Identifier: 0000 0000 8004 5946
- Library of Congress Control Number: n96053739
- Nationale Bibliotheek van Israël: 987007459071705171
- Virtual International Authority File: 79160685
- WorldCat: E39PBJfCrDy6KxP8BC8YHKxkXd